# Острова Белеп
Острова Белеп (фр. Îles Belep) — небольшая островная группа в юго-западной части Тихого океана у северо-западных берегов Новой Каледонии. Административно входит в состав Северной провинции французской заморской территории Новая Каледония.

## География
Острова расположены примерно в 50 км к северо-западу от северной точки острова Новая Каледония. Группа состоит из нескольких маленьких коралловых островков, а также более крупных, холмистых островов Потт (англ. Pott Island) и Арт (англ. Art Island).
Общая площадь суши составляет 69,5 км². Крупнейший остров группы — остров Арт (52 км²). Высшая точка — Ваала (283 м).

## История
Острова Белеп названы в честь одного из вождей канаков, который поселился на островах в давние времена. Первые католические миссии были основаны на островах в 1856 году. В период с 1892 по 1898 года на островах находился лепрозорий.

## Население
В 2009 году численность населения островов Белеп составляла 895 человек. Большинство населения составляет коренной народ Новой Каледонии — канаки (99,3 %). Главное поселение — деревня Вала, расположенная на острове Арт.